# 斯捷波韋 (捷季耶夫區)
49°16′56″N 29°52′17″E / 49.28222°N 29.87139°E
斯泰波韋（烏克蘭語：Степове）是位於烏克蘭北部的村莊，由基辅州白采爾克瓦區的泰蒂伊夫市鎮負責管轄。該村始建於1600年，面積4.61平方公里，海拔高度235米，2001年人口808，人口密度每平方公里175.5人。